# August Röckel

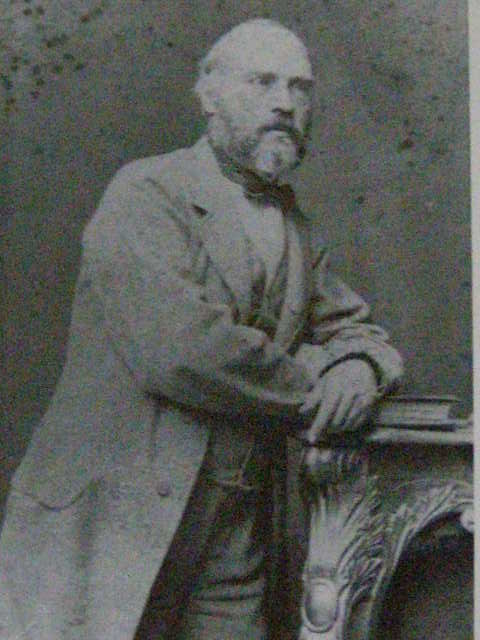
August Röckel, anonyme Fotografie

Karl August Röckel (* 1. Dezember 1814 in Graz; † 18. Juni 1876 in Budapest) war ein deutscher Dirigent und Komponist. Er war der Sohn von Joseph August Röckel und der Neffe von Elisabeth Röckel.

## Leben
Röckels Vater Joseph August Röckel war Tenor, Chorleiter und Theaterunternehmer, der unter anderem den Florestan in der Uraufführung der 2. Fassung des Fidelio (1806) sang. Mit ihm lernte er schon früh das Theaterleben in Wien, Paris und London kennen und wurde auf einer dieser Reisen Augenzeuge der Julirevolution von 1830.
Nach Beendigung seiner musikalischen Ausbildung unter seinem Onkel Johann Nepomuk Hummel war er 1839 bis 1842 Kapellmeister am Weimarer Hoftheater. Hier komponierte er auch seine Oper Farinelli. Danach war er kurzzeitig Musikdirektor im Bamberg und kam 1843 nach Dresden, wo er unter Richard Wagner am Hoftheater ebenfalls Musikdirektor wurde. Unter dem Eindruck der Musik Wagners verzichtete er auf eine Aufführung seiner eigenen Oper, die er nach Dresden eingesandt hatte. Zu Wagner entstand eine enge Freundschaft, vor allem in der Phase des Dresdner Maiaufstandes.
Röckel war ein leidenschaftlicher Republikaner, freundete sich unter anderem mit Michail Bakunin an und gab in Dresden die Volksblätter als „Sprachrohr“ der Republikaner heraus, in denen auch Wagner Artikel platzierte, so den Aufruf Die Revolution. Vom 12. März bis zur Auflösung des Landtags per königlichem Dekret zum 30. April 1849 gehörte er kurzzeitig für den 35. Wahlkreis der II. Kammer des Sächsischen Landtags.
Nach dem gescheiterten Aufstand in Dresden wurde Röckel gemeinsam mit Bakunin gefangen genommen und zum Tode verurteilt, während Wagner nach Zürich entkommen konnte. Die Todesurteile wurden später in Haftstrafen umgewandelt. Während Bakunin nach einem Jahr Haft auf der Festung Königstein erst nach Österreich und dann nach Russland ausgeliefert, dort weiter inhaftiert wurde und von 1857 bis zu seiner Flucht Mitte 1861 in Sibirien verbannt war, musste Röckel eine dreizehnjährige Haftstrafe in Sachsen auf der Festung Königstein und im Zuchthaus Waldheim absitzen und wurde erst im Januar 1862, als letzter „Maigefangener“ entlassen. Seine Frau Caroline und die gemeinsamen Kinder lebten während der Haftjahre August Röckels in Weimar bei seiner Tante Elisabeth Hummel. Am 31. Mai 1849 veranstaltete Franz Liszt dort mit der Hofkapelle ein Benefizkonzert zu Gunsten Caroline Röckels, das insgesamt 120 Reichstaler erbrachte.
Röckel selbst empfing in dieser Zeit viele Briefe von Wagner, in denen dieser aufschlussreiche Aussagen zum Ring des Nibelungen machte, die als Hintergrundinformationen den revolutionären und sozialkritischen Charakter von Wagners Hauptwerk verdeutlichen. Daneben schrieb Röckel während der Haft das Buch Sachsens Erhebung und das Zuchthaus zu Waldheim. Im Jahre 1862 sahen sich beide in Wiesbaden-Biebrich wieder, wo sich Wagner für etwa ein Jahr aufhielt, um die Die Meistersinger von Nürnberg zu komponieren.
Röckel verließ Sachsen 1862, war danach nur noch schriftstellerisch und als Redakteur tätig, und lebte ab 1863 in Frankfurt am Main. 1866 zog er nach München, später dann nach Wien. Im Jahre 1872 ereilte ihn ein Schlaganfall, von dem er sich nicht mehr erholte. Er verstarb schließlich nach langer Krankheit 1876 bei seinem Sohn in Budapest.
Im Villenviertel des Dresdner Stadtteils Kleinzschachwitz sowie im Pirnaer Stadtteil Graupa ist jeweils eine Straße nach ihm benannt.

## Familie
Röckel heiratete am 1. Dezember 1840 in Weimar Caroline Henriette Charlotte Lortzing (eigentlich Elstermann, * 26. Juni 1809; † 5. Juni 1871), eine Adoptivtochter von Friedrich Lortzing, dem Onkel von Albert Lortzing. Das Paar hatte drei Kinder:
- Die Tochter Louisabeth Röckel, die eine erfolgreiche Schauspielerin wurde.
- Den Sohn Eduard Röckel (* 22. März 1843).
- Die Tochter Caroline Doris Wilhelmine Röckel (* 18. März 1844), bei deren Taufe Richard Wagner die Patenschaft übernahm.

## Ring-Brief Richard Wagners
Am 25. Januar 1854 schrieb Richard Wagner aus seinem Exil in Zürich, während er an seinem Hauptwerk Der Ring des Nibelungen arbeitete, an den Gefangenen August Röckel einen seiner wichtigsten Briefe. Er kritisierte darin die allgemeinen sozialen Zustände und die Ohnmacht des Einzelnen und gelangte zu der Auffassung, dass man nur mit Hilfe der Kunst der Menschheit die Augen öffnen könne:

„[…] und das Kunstwerk, das ich in diesem Sinne entwerfen mußte, ist eben mein Nibelungen-Gedicht. Für mich hat mein Gedicht nur folgenden Sinn: […] Wir müssen sterben lernen, und zwar sterben, im vollständigsten Sinne des Wortes. Die Furcht vor dem Ende ist der Quell aller Lieblosigkeit, und sie erzeugt sich nur da, wo selbst bereits die Liebe erbleicht. Wie ging es zu, daß diese höchste Beseligerin alles Lebenden dem menschlichen Geschlechte so weit entschwand, daß dieses endlich alles was es tat, einrichtete und gründete, nur noch aus Furcht vor dem Ende erfand? Mein Gedicht zeigt es. Es zeigt die Natur in ihrer unentstellten Wahrheit mit all ihren vorhandenen Gegensätzen, die in ihren unendlich mannigfachen Begegnungen auch das gegenseitig sich Abstoßende enthalten. Nicht aber daß Alberich von den Rheintöchtern abgestoßen wurde – was diesen ganz natürlich war – ist der entscheidende Ouell des Unheils. Alberich und sein Ring konnten den Göttern nichts schaden, wenn diese nicht bereits für das Unheil empfänglich waren.
Wo liegt nun der Keim dieses Unheils? Siehe die erste Szene zwischen Wotan und Fricka – die endlich bis zu der Szene im 2. Akte der Walküre führt. Das feste Band, das beide bindet, entsprungen dem unwillkürlichen Irrtum der Liebe, über den notwendigen Wechsel hinaus sich zu verlängern, sich gegenseitig zu gewährleisten, dieses Entgegentreten dem ewig Neuen und Wechselvollen der Erscheinungswelt – bringt beide Verbundene bis zur gegenseitigen Qual der Lieblosigkeit. Der Fortgang des ganzen Gedichtes zeigt demnach die Notwendigkeit, den Wechsel, die Mannigfaltigkeit, die Vielheit, die ewige Neuheit der Wirklichkeit und des Lebens anzuerkennen und ihr zu weichen. Wotan schwingt sich bis zu der tragischen Hohe, seinen Untergang – zu wollen. Dies ist alles, was wir aus der Geschichte der Menschheit zu lernen haben: das Notwendige zu wollen und selbst zu vollbringen. Das Schöpfungswerk dieses höchsten, selbstvernichtenden Willens ist der endlich gewonnene furchtlose, stets liebende Mensch: Siegfried. – Das ist alles. –

Des Näheren verdichtet sich die unheilstiftende Macht, das eigentliche Gift der Liebe, in dem, der Natur entwendeten und gemißbrauchten Golde, dem Nibelungen-Ringe: Nicht eher ist der auf ihm haftende Fluch gelöst, als bis es der Natur wiedergegeben, das Gold in den Rhein zurückversenkt ist. Auch dies lernt Wotan erst ganz am Schlusse, am letzten Ziele seiner tragischen Laufbahn erkennen: Das, was Loge ihm im Anfang wiederholt und rührend vorhielt, übersah der Machtgierige am meisten. Zunächst lernte er – an Fafners Tat – nur die Macht des Fluches erkennen; erst als der Ring auch Siegfried verderben muß, begreift er, daß einzig diese Wiedererstattung des Geraubten das Unheil tilgt, und knüpft daher die Bedingung seines gewünschten eignen Unterganges an diese Tilgung eines ältesten Unrechtes. Erfahrung ist alles. Auch Siegfried allein (der Mann allein) ist nicht der vollkommene „Mensch“. Er ist nur die Hälfte, erst mit Brünnhilde wird er zum Erlöser; nicht einer kann alles; es bedarf Vieler, und das leidende, sich opfernde Weib wird endlich die wahre wissende Erlöserin: Denn die Liebe ist eigentlich, „das ewig Weibliche“ selbst. – So viel von den allgemeinsten und größten Zügen.“

Im weiteren Verlauf des langen Briefes gibt Wagner weitere Interpretations-Hilfen, vor allem die Beziehungen zwischen Wotan – Siegfried – Brünnhilde. Abschließend verdeutlicht er, wie wichtig für ihn das Zusammenwirken von Text und Musik in Form der „Leitmotive“ sei:

„Wie vieles, bei dem ganzen Wesen meiner dichterischen Absicht, erst durch die Musik deutlich wird, das habe ich nun wieder ersehen. Ich kann jetzt das musiklose Gedicht gar nicht mehr ansehen. Mit der Zeit denke ich Dir auch die Komposition mitteilen zu können. Für jetzt nur so viel, daß sie zu einer fest verschlungenen Einheit geworden ist: Das Orchester bringt fast keinen Takt, der nicht aus vorangehenden Motiven entwickelt ist.“

## Werke (Auswahl)
- Zwei Lieder mit Begleitung des Piano Forte's zum Namenstag seiner geliebten Tante, Elisabeth Hummel, componirt von A. Röckel, Weimar, 19. November 1834 (Düsseldorf, Goethe-Museum, KM 1130)
- Neun Klavierstücke
- Mein Deutschland, was willst du mehr! für Solo und Chor, Leipzig: Matthes, 1848
- Die Organisation der Volksbewaffnung in Deutschland, mit besonderem Bezüge auf Sachsen. Eine Denkschrift an die deutsche Nationalversammlung zu Frankfurt und an alle deutschen Regierungen, Dresden: Adler und Dietze, 1848 (Digitalisat)
- Sachsens Erhebung und das Zuchthaus zu Waldheim, 2. Aufl., Frankfurt am Main: Edelmann, 1865 (Digitalisat)